# Gomoljasta perunika
Gomoljasta perunika (gomoljasta sabljica; lat. Iris tuberosa), vrsta trajnice iz porodice perunikovki. Raširena je od jugoistočne Francuske do Egejskih otoka, uključujući i Hrvatsku (Biokovo), Italiju, Grčku i Albaniju
Prije je bila ukključivana u rod sabljica (Hermodactylus), otkuda joj i naziv gomoljasta sabljica.
Postoje dvije podvrste:
- Iris tuberosa var. longifolia (Sweet) ined.
- Iris tuberosa var. tuberosa

Iris tuberosa je gomoljasta trajnica. Nakon sadnje u jesen, počet će se ukorjenjivati tijekom prve godine. Zatim, nakon dobre godine provedene u zemlji, imat će svu potrebnu energiju da sljedeće zime izloži puno cvjetova, a kako se naturaliziraju, formiraju nakupine koje svake godine nakon toga postaju sve veće i bolje.
U stranim jezicima je poznata kao perunika ili iris zmijske glave, a odnosi se na njezine cvjetove s gmazovsko zelenim gornjim laticama račvastim na vrhu poput zmijskog jezika.

## Sinonimi
- Hermodactylus tuberosus (L.) Mill.